# 인식 논리
인식 논리(認識論理, epistemic logic)는 앎의 개념을 나타내는 양상 논리 체계의 일종이다. 본래 C. I. Lewis 등이 연구한 바 있으며 솔 크립키의 등장 이후 논리적으로 형식화되었다. 철학을 비롯하여 컴퓨터 과학, 경제학, 언어학 등 다양한 분야에서 체계화와 연구가 진행되고 있다. 다만 이것이 실질적으로 인식론에 적용될 수 있을 것이라는 데에는 회의를 표하는 학자들도 있다.

## 구성
일반적으로 인식(앎)의 양상을 구조화하는 데에는 논리적 방법인 가능세계적 의미론이 쓰인다. 기본적으로는 가능세계의 집합을 인식자(agent)의 앎과 양립할 수 있는 것과 그렇지 않은 것으로 나누어야 하는데, 이것은 일반적인 직관에 크게 벗어나지 않는 개념이다.
인식의 구조화는 논리를 이용하는 방법 이외에도 확률론적 '사건'의 개념을 이용하는 방법도 있다. 이러한 경우, 사건들은 가능세계의 집합이며 앎은 사건에 대한 작용소가 된다. 이러한 두 방법은 서로 가까운 것이지만, 논리적 방법은 크립키 의미론으로 형식화되어 있는 데 반해 사건적 방법은 Aumann 구조에 기반한 것으로써 양상 논리식은 전혀 사용되지 않는다. 이러한 접근은 게임 이론 등에서 응용된다. 다만 다음 설명은 양상논리적 접근에 관한 내용이다.

### 구문론
인식논리의 기본 양상 작용소(modal operator)는 흔히 {\displaystyle K} 로 표기되며, "~ 라는 것이 알려져 있다", "~ 라는 것이 인식론적으로 필연이다", "~ 의 부정은 알려진 바와 일치하지 않는다" 정도로 해석된다. 여기에 인식자(agent)를 나타내기 위해 아래첨자를 작용소에 덧붙여 ({\displaystyle {\mathit {K}}_{1}}、{\displaystyle {\mathit {K}}_{2}} 등）어떤 인지자에 대해 서술하는 것인지를 나타낼 수 있다. 따라서 {\displaystyle K_{a}\varphi }는 "인삭자 {\displaystyle a}는 {\displaystyle \varphi }를 안다" 고 해석할 수 있다. 위와 같이 인식 논리는 지식표현(knowledge representation)에 적용되는 다중 양상논리가 된다.
일반 양상논리의 {\displaystyle \Diamond } 및 {\displaystyle \Box } 와 같이 K 와 쌍대를 이룰 작용소도 있을 텐데, 이는 일반적으로 정해진 표기는 가지고 있지 않으나 {\displaystyle \neg K_{a}\neg \varphi } 로 표시되어 "인식자 {\displaystyle a}는 {\displaystyle \varphi } 가 아니라는 것을 알지 않는다" 또는 "{\displaystyle a}에게 있어서 {\displaystyle \varphi } 임이 그의 인식에 모순되지는 않는다" 고 해석될 수 있다. "{\displaystyle a}는 {\displaystyle \varphi } 인지 아닌지를 모른다"는 문장은 {\displaystyle \neg K_{a}\varphi \land \neg K_{a}\neg \varphi } 라고 쓰인다.
여기에 공통 지식(common knowledge)과 분배 지식(distributed knowledge)을 표현하기 위하여 3종류의 양상작용소가 더 추가될 수 있다. {\displaystyle {\mathit {E}}_{\mathit {G}}\varphi }는 "그룹 G에 속하는 모든 인식자가 φ를 알고 있다", {\displaystyle {\mathit {C}}_{\mathit {G}}}는 "φ는 G에 속하는 모든 인식자의 공유지식이다", {\displaystyle {\mathit {D}}_{\mathit {G}}}는 "φ는 G에 속하는 모든 인식자의 분배지식이다"라고 해석된다. 또한 {\displaystyle \varphi } 가 이 언어의 논리식일 때 {\displaystyle {\mathit {E}}_{G}\varphi }, {\displaystyle {\mathit {C}}_{G}\varphi }, {\displaystyle {\mathit {D}}_{G}\varphi } 도 논리식이다. 여기서 공통지식이란, 그룹 속의 모든 인식자가 알고 있으며, 모두가 알고 있다는 사실도 그들 모두가 알고 있으며, ... , 이것이 무한히 이어져나가는 상황을 나타낸다. 또한 분배지식은 인식자들이 아는 지식을 모두 총합했을 때 알 수 있는 지식이다.

### 의미론
상기한 대로 논리에 기반하는 접근은 가능세계적 모델(possible worlds model)에 근거하여 구성되는데, 이는 크립키 모델(Kripke model)로써 형식화된다. {\displaystyle \Phi } 에 대한 {\displaystyle n}명의 인지자를 가리키는 크립키 모델 {\displaystyle M}은 튜플 {\displaystyle (S,\pi ,{\mathcal {K}}_{1},...,{\mathcal {K}}_{n})}이며, 여기서 {\displaystyle S}는 '상태' 또는 '가능세계'의 비공집합, {\displaystyle \pi }는 '해석' ({\displaystyle S}에 속하는 각 상태와 {\displaystyle \Phi } 속의 기초 명제에 대한 진리값 배정), {\displaystyle {\mathcal {K}}_{1},...,{\mathcal {K}}_{n}}는 {\displaystyle n} 명의 인지자에 대한 {\displaystyle S} 위의 이항관계이다. 여기서 양상작용소 {\displaystyle K_{i}}는 접근가능성 관계(accessiblity relation) {\displaystyle {\mathcal {K}}_{i}} 와는 다르다.
{\displaystyle \pi (s)(p)}는 모델 {\displaystyle {\mathcal {M}}} 안에서 {\displaystyle s} 라는 상태에서의 {\displaystyle p} 의 진리값을 알려주는 것이다. 진리값은 구조에만 의존하는 것이 아니라 현재 논하는 세계에 따라서도 달라지는데, 현재 세계에서 참이라는 것이 다른 세계에서 참임을 의미하지는 않기 때문이다. 어떤 세계에서 논리식 {\displaystyle \varphi } 이 참이라는 것을 {\displaystyle (M,s)\models \varphi } 라고 쓰고 "{\displaystyle \varphi }는 {\displaystyle (M,s)}에서 참이다" 또는 "{\displaystyle (M,s)}는 {\displaystyle \varphi }를 만족시킨다"고 읽는다.
이제 이항관계 {\displaystyle {\mathcal {K}}_{i}}는 인식자 {\displaystyle i}가 어떠한 세계나 상태에서 사건이 가능하다고 판단하는지를 나타내기 위한 것이므로 이를 '가능성 관계'(possibility relation)로 말할 수 있다. 또한 {\displaystyle {\mathcal {K}}_{i}}를 반사성, 대칭성, 추이성을 만족하는 동치관계로 생각하는 것도 가능한데, 접근가능성 관계는 그러한 성질을 가지지 않을 수도 있으며, 응용에 따라 무엇이 적절한지는 달라질 수 있다.

## 속성
{\displaystyle {\mathcal {K}}_{i}} 을 동치관계라고 가정하고 인지자가 완전한 이성을 갖추었다고 가정하면, '인식'이라는 것의 여러 속성을 도출해낼 수 있다. 아래의 속성들은 "S5 속성"이라고 불리는 것이다.

### 분배 공리
분배 공리(distribution axiom)은 일반적 양상 논리에서 K 로 불리는 공리에 해당한다. 인식론적으로는 인지자가 {\displaystyle \varphi } 임과 {\displaystyle \varphi \implies \psi } 임을 알 때 그 인지자는 {\displaystyle \psi } 도 안다는 의미가 된다.
{\displaystyle (K_{i}\varphi \land K_{i}(\varphi \implies \psi ))\implies K_{i}\psi }

### 지식 일반화 규칙
지식 일반화 규칙(knowledge generalization rule)은 {\displaystyle \varphi } 가 타당(valid)하다면 {\displaystyle K_{i}\varphi } 도 성립한다는 속성이다. 이는 {\displaystyle \varphi } 가 참일 때 인지자 {\displaystyle i}가 {\displaystyle \varphi }를 알고 있다는 의미가 아니고, {\displaystyle \varphi } 가 인지자가 가능세계라고 생각하는 모든 세계에서 참일 때 그 인지자는 모든 가능세계에서 {\displaystyle \varphi }를 알고 있을 것이라는 의미가 된다. 일반적으로 N으로 불리는 추론 규칙이다.
If {\displaystyle M\models \varphi } then {\displaystyle M\models K_{i}\varphi }

### 지식 공리
지식 공리(knowledge axiom) 또는 진리 공리(truth axiom)는 일반적으로 T 로 불리는 공리이다. 이는 어떤 인지자가 어떤 사건을 안다면 그 사실은 반드시 참이라는 의미이다. 이는 양상논리에서 '지식'과 '신념' 간의 핵심적인 차이로, 인지자는 거짓인 것을 '알' 수는 없으나 '믿을' 수는 있다.
{\displaystyle K_{i}\varphi \implies \varphi }

### 양의 자성 공리
양의 자성 공리(positive introspection axiom)는 KK 공리로도 불리는데, 인지자가 자신이 알고 있다는 것도 알고 있다는 의미를 가진다. 이 공리 및 인지자가 자신의 지식에 대한 자성(自省)을 가지고 있다는 공리는 각각 4 및 5 공리에 해당한다. 다만 양의 자성 공리는 이는 공리로 보기에는 다소 비자명한 진술로 Timothy Williamson은 이를 공리에 포함시키는 것에 반대하기도 했다.
{\displaystyle K_{i}\varphi \implies K_{i}K_{i}\varphi }

### 음의 자성 공리
음의 자성 공리(negative introspection axiom)는 인지자는 자신이 모르는 것에 대해 모른다는 것을 스스로 알고 있다는 의미를 가진다.
{\displaystyle \neg K_{i}\varphi \implies K_{i}\neg K_{i}\varphi }

### 공리계
이러한 공리들 중 어떤 것들을 채용하느냐에 따라 다양한 양상 논리체계가 도출될 수 있다. 공리계 KT45는 위의 K, T, 4, 5 및 지식 일반화 공리를 조합한 양상논리를 의미하며, 보통의 S5 공리계에 해당한다.
인식 논리는 지식 뿐만 아니라 신념도 다룰 수 있다. 이 경우 기본적인 양상 작용소는 B 로 표기되는데, 인지자가 믿는 것이 참으로 정해져 있는 것은 아니기 때문에 여러 인식 공리는 성립하지 않게 된다. 이를 다루는 논리를 신념 논리(doxastic logic)이라 한다.

## 같이 보기
- 양상 논리
- 지식, 신념
- 인식론